# スタッド・アマド・アイジョ
スタッド・オムニスポール・アマド・アイジョ（フランス語：Stade Omnisports Ahmadou Ahidjo）は、カメルーンの首都ヤウンデにある多目的スタジアム。スタジアムの名前は、カメルーンの初代大統領アマドゥ・アヒジョに由来する。1972年、アフリカネイションズカップが開催されるのに合わせて建設された。同大会では決勝戦を含む9試合が開催された。